# 7,65 × 25 mm Borchardt
Pour les articles homonymes, voir 7,65.
La 7,65 × 25 mm Borchardt est une cartouche mise au point pour être utilisée dans le premier pistolet semi-automatique réellement efficace, le pistolet Borchardt C-93, en 1893.
Le Luger Parabellum est un dérivé de cette arme.
Cette munition a servi de base pour la mise au point de plusieurs cartouches ultérieures dont la 7.63 Mauser, la 7,65 mm Mannlicher et le 7,62 Tokarev (voir Tokarev TT 33).
Si les cotes sont identiques, il n'en va pas de même pour les pressions admissibles des munitions citées.